# Господин Иллюминатор
«Господин Иллюминатор» (фр. Mr Hublot) — анимационный короткометражный фильм 2013 года, производства Франции и Люксембурга. Режиссёры Лоран Уитц и Александр Эспигарес работали над созданием ленты более 3-х лет.

## Сюжет
Господин Иллюминатор живёт в маленькой квартире на верхнем этаже дома, в абсурдном механизированном мире, в котором люди могут летать по воздуху. Он носит большие круглые очки, живёт тихо, в его квартире много книг и картин, которые он постоянно поправляет. По ночам имеет привычку часто щёлкать тумблером, включая и выключая свет. Двери в жилище и на балкон запирает на многочисленные замки и засовы, на балконе растут механические цветы.
Иллюминатор постоянно наблюдает из своего окна за маленьким бродячим механическим щенком, живущим в картонной коробке, у мусорного контейнера, рядом со зданием напротив, выставленным на продажу.
Однажды Иллюминатору не даёт спокойно работать лай и шум на улице. Он выходит на балкон и видит, что в мусоровоз, приехавший утилизировать отходы, загружают картонную коробку, в которой может находиться собака. Иллюминатор не знает, что ему делать, он открывает замки на входной двери и в панике начинает включать и выключать свет, наконец, он выбегает на улицу, но уже поздно… Он с грустью смотрит вслед отъезжающему мусоровозу и не замечает, как сзади к нему подходит тот самый щенок. Иллюминатор с радостью берёт его на руки и забирает жить к себе в квартиру.
Время идёт, собака становится всё больше и больше. Занимая место в комнате, она сначала мешает хозяину выходить на балкон, затем она достигает размеров слона и не может больше свободно передвигаться в их маленькой квартире, угрожая разрушить жилище. Однажды ночью Иллюминатор решается: берёт шуруповёрт, гаечный ключ, пилу и начинает разбирать собаку на составные части.
Вскоре после этого мы видим, что Иллюминатор купил дом напротив, с большим залом и теперь живёт здесь со своей огромной собакой, места в зале достаточно, чтобы собака могла бегать и играть.
В последних кадрах, когда уже идут титры, зритель может заметить, что гигантское колесо, в которое играючи забралась гигантская металлическая собака, переезжает хозяина. Но в самом конце показывают включающийся и выключающийся свет в здании.

## Награды и номинации
- 2013. Приз Кинофестиваля в Керри за лучшую анимацию (Лоран Уиц, Александр Эспигарес, ZEILT productions)
- 2013. Номинация на Short Grand Prix Варшавского кинофестиваля (Лоран Уиц, Александр Эспигарес)
- 2014. Премия «Оскар» в категории лучший анимационный короткометражный фильм (Лоран Уиц, Александр Эспигарес)[2]